# Brane Čop
Brane Čop (* 31. Juli 1956 in Ljubljana, SFRJ) ist ein slowenischer Übersetzer und Bibliothekar.

## Leben und Werk
Nach Kindergarten und drei Klassen Volksschule in Klagenfurt (1961–1965) schloss Brane Čop die Grundschulausbildung 1970 in Ljubljana ab. 1970–1974 besuchte er das Bundesgymnasium für Slowenen in Klagenfurt. 1974–1981 studierte er deutsche Sprache und Literatur sowie Kunstgeschichte an der Philosophischen Fakultät der Universität Ljubljana und war Mitarbeiter im Institut für Gestaltung bei Niko Kralj. Ab 1982 in der Stadtbibliothek (Mestna knjižnica) Ljubljana tätig, wurde er 1985 deren Leiter (bis 1994). Neben dem Staatsexamen für den Fachtitel Bibliothekar legte er 1990 die Prüfung zum gerichtlich vereidigten Übersetzer/Dolmetscher der deutschen Sprache ab. Außerdem war er Leiter der Galerija Dvorni trg für moderne slowenische bildende Kunst. Nach seiner Ernennung zum höheren Bibliothekar war er 1995–2014 Leiter der Deutschen Bibliothek (vormals: Lesesaal) bei der Technischen Zentralbibliothek der Universität Ljubljana. Derzeit arbeitet er als Fachbibliothekar für Recherche in der Abteilung für Fernleihe der Technischen Zentralbibliothek und als Betreuer der deutschsprachigen Sammlungen.
Als produktiver Fachübersetzer aus dem Bereich Kunstgeschichte ist Brane Čop seit 1987 tätig, wobei er aus dem Deutschen ins Slowenische und umgekehrt übersetzt. Seit 2000 ist er vermehrt als literarischer Übersetzer in beide Sprachrichtungen tätig. Zu den von ihm übersetzten Autoren zählen Bas Böttcher, Anja Utler, Dagnija Dreika, Daniel Falb, Peter Zobec, Boštjan Soklič, Robert Gernhardt, Peter Handke, Milan Jesih, Christian Morgenstern, Hugo Ramnek, Joachim Sartorius, Ralf Schlatter, Rebecca Horn, Elke Erb, Asmus Trautsch, Rabea Edel, Michael Krüger. Er arbeitet mit den renommierten Verlagshäusern in Slowenien zusammen (Cankarjeva založba, Beletrina, Mladinska knjiga) und war u. a. auch für die zweisprachigen Kärntner Verlage Drava, Wieser und Mohorjeva/Hermagoras tätig.

## Übersetzungen (Auswahl)
- Benjamin Lebert: Ptič je vran (Der Vogel ist ein Rabe). Ljubljana: Cankarjeva založba, 2005.
- Marcus Hammerschmitt: Projekt Herkules (Das Herkules Projekt). Ljubljana: Cankarjeva založba, 2008.
- Christian Morgenstern: (Gedichte). In: Josef Werner Illustrationen zu 20 Gedichten von Christian Morgenstern = Ilustracije Josefa Wernerja k 20. pesmim Christiana Morgensterna. Razstava, Ausstellung, Ljubljana, 16.12.2008 – 16.1.2009. Ljubljana: Goethe-Institut 2008.
- Lojze Wieser: Kuhanje pod drugimi zvezdicami (Kochen unter anderen Sternen). Volče: KD Myra Locatelli 2009.
- Boris Pahor: Geheime Sprachgeschenke. Mit Urška P. Černe, Maja Ranc und Elena Messner. Klagenfurt/Celovec: Hermagoras 2009.
- Veit Heinichen: Spokoj močnejšega (Die Ruhe des Stärkeren). Izola: Meander 2010.
- Peter Handke: Še vedno vihar (Immer noch Sturm). Klagenfurt/Celovec: Wieser 2011. (Uraufführung: Mai 2013 im slowenischen Staatstheater).
- Markus Hammerschmitt: Yardang (Yardang). Cankarjeva založba 2011.
- Hugo Ramnek: Semanji vrtiljak/Kettenkarussell. Klagenfurt/Celovec: Wieser 2012.
- Rebecca Horn: Zrcalo lune (Mondspiegel). Maribor : Hiša knjig, Založba KMŠ, 2012.
- Wolfgang Herrndorf: Čik (Tschick). Ljubljana: Cankarjeva založba 2013.
- Joachim Sartorius: Hôtel des étrangers (Gedichte, zusammen mit Urška P. Černe). Ljubljana: Beletrina 2013.
- Elke Erb: Bezeg v taktu oblakov (Gedichte, zweisprachig). Ljubljana: Beletrina 2014:
- Jonas Jonasson: Analfabetka, ki je obvladala računstvo (aus dem Deutschen). Ljubljana: Mladinska knjiga 2014
- Ilija Trojanow: Zbiralec svetov (Der Weltensammler). Ljubljana: Beletrina 2015.
- Arto Paasilinna: Deset prisrčnih trmoglavk (aus dem Deutschen: Zehn zärtliche Kratzbürsten, Orig.: Kymmenen riivinrautaa). Ljubljana: Mladinska knjiga 2017.
- Arto Paasilinna: Ladjar z lepimi stopali (Aus dem Deutschen). Ljubljana: Mladinska knjiga 2018.
- Michael Krüger: Notranja skrivnost (Gedichte, zusammen mit Aleš Šteger). Ljubljana: Beletrina 2018.
- Bernhard Schlink: Olga (Olga). Ljubljana: Beletrina 2018.
- Josef Winkler: Prihaja dan! (Der Tag wird kommen! Festrede zur 500-Jahr-Feier von Klagenfurt/Celovec). Klagenfurt/Celovec: Wieser 2018.
- Lojze Wieser, Jani Oswald (Hg.): Kärnten neu / Koroška na novo. Klagenfurt/Celovec: Wieser/Drava, 2020. (Übersetzungen aus dem Deutschen ins Slowenische).